# اقتصاد بيلو هوريزونتي
اقتصاد بيلو هوريزونتي تعد مدينة بيلو هوريزونتي ، سادس أكبر مدينة في البرازيل وعاصمة ولاية ميناس جرايس، باقتصاد حيوي ومتنوع. يستقبل عددًا كبيرًا من الزوار ويمارس تأثيرًا محوريًا في اقتصاد البلاد. تمتلك كل من الشركات متعددة الجنسيات والبرازيلية مثل جوجل وأوي وفيات مكاتب أو مقرات رئيسية في المدينة. يلعب قطاع الخدمات دورًا مهمًا للغاية في اقتصاد بيلو هوريزونتي، حيث يعد مسؤولاً عن 85٪ من الناتج المحلي الإجمالي للمدينة، تشكل الصناعة معظم النسبة المتبقية البالغة 15٪. تمتلك مدينة بيلو هوريزونتي قطاعًا صناعيًا متطورًا حيث كانت تقليديًا مركزًا للصناعات المعدنية البرازيلية، وكانت ولاية ميناس جيرايس غنية بالمعادن.
بيلو هوريزونتي هي مركز التوزيع والمعالجة لمنطقة زراعية وتعدين غنية ونواة لمجمع صناعي مزدهر. يتركز الإنتاج على الصلب ومنتجات الصلب والسيارات والمنسوجات. تتم معالجة الذهب والمنغنيز والأحجار الكريمة المستخرجة في المنطقة المحيطة في المدينة. تم تعيين المنطقة الصناعية الرئيسية في المدينة خلال الأربعينيات في كوناجيم وهي جزء من مدينة بيلو هوريزونتي الكبرى. الشركات متعددة الجنسيات مثل فيات لها شركات تابعة في المنطقة، إلى جانب شركات أخرى في مجال المنسوجات ومستحضرات التجميل والأغذية والكيماويات والأدوية والتأثيث والحراريات. بين الشركات التي يقع مقرها الرئيسي في المدينة يمكننا أن نضع قائمة بأخصائيي الجراحة التجميلية أكوميناس التي تملكها غيرداو وهي واحدة من أكبر الشركات متعددة الجنسيات التي نشأت في البرازيل، وكذلك شركة الكهرباء سيميج المدرجة في بورصة نيويورك. كما يخطط صانعو منتجات الصلب الرائدون سوميتومو ميتالز اليابانية وفالوريك من فرنسا لبناء أعمال فولاذية متكاملة في ضواحي المدينة.
هناك أيضًا عدد كبير من الشركات الصغيرة في القطاع التكنولوجي التي تحقق نجاحًا إقليميًا إلى وطني، لا سيما في مجالات الحوسبة والتكنولوجيا الحيوية. بسبب التمويل الحكومي والخاص في تنويع اقتصادها أصبحت المدينة مرجعًا دوليًا في تكنولوجيا المعلومات والتكنولوجيا الحيوية، كما تم الاستشهاد بها بسبب الأبحاث المتقدمة للشركات والجامعات في وقود الديزل الحيوي. ينمو عدد الوظائف في قطاع المعلومات بمعدلات سنوية تزيد عن 50٪. منطقة بيلو هوريزونتي الحضرية المكونة من 33 مدينة تحت التأثير المباشر للعاصمة، هي موطن لـ 16٪ من شركات التكنولوجيا الحيوية في البلاد، مع مبيعات سنوية تزيد عن 550 مليون ريال برازيلي.
من المرجح أن تتوسع المشاريع في هذه المجالات بسبب التكامل بين الجامعات وشركة النفط بتروبراس والحكومة البرازيلية. حدث واحد من أكبر الأحداث التي وقعت في المدينة يتمثل في اجتماع بنك التنمية للبلدان الأمريكية في عام 2005 واجتذب الناس من كل مكان في العالم.
لقد تميزت لفترة طويلة بهيمنة قطاعها الصناعي، ولكن منذ التسعينيات كان هناك توسع مستمر في اقتصاد قطاع الخدمات، لا سيما في علوم الكمبيوتر والتكنولوجيا الحيوية وسياحة الأعمال والأزياء وصنع المجوهرات. تعتبر المدينة رائدة استراتيجيًا في الاقتصاد البرازيلي. أدى التحرك نحو سياحة الأعمال إلى تحويل العاصمة إلى مركز وطني لهذه الشريحة من صناعة السياحة.
في عام 2008 بلغ الناتج المحلي الإجمالي للمدينة 42 مليار ريال برازيلي (أو حوالي 26.2 مليار دولار أمريكي). في عام 2008 بلغ الناتج المحلي الإجمالي لبلو هوريزونتي 98.5 مليار ريال برازيلي (أو حوالي 61 مليار دولار أمريكي). في عام 2008 كان دخل الفرد في المدينة 17،313 ريال برازيلي (أو 10820 دولارًا أمريكيًا)، في حين كان عام 2007 كان 15،830 ريال برازيلي (حوالي 9،893 دولارًا أمريكيًا).
شكلت الشبكة في بيلو هوريزونتي 7.2 ٪ من الناتج المحلي الإجمالي في عام 2002 ووصلت إلى 7.6 ٪ في عام 2006. وكان نصيب الفرد من الناتج المحلي الإجمالي للشبكة 6624 ريالاً برازيليًا في عام 2002 وتغير إلى 10638 ريالاً برازيليًا في عام 2006، وهو أقل من المستوى الوطني. نصيب الفرد من الناتج المحلي الإجمالي في مدينة بيلو هوريزونتي الذي يرأس الشبكة ظل أعلى من الشبكة، ولكن مع نمو أقل في الفترة 9،077 ريال برازيلي في عام 2002 و13،636 ريال برازيلي في عام 2006. في شبكة بيلو هوريزونتي كانت المشاركة من إجمالي الناتج المحلي للبلدية من 19.6٪ عام 2002 إلى 18.2٪ عام 2006.